# Késő perm
A késő perm vagy lopingi korszak (vagy a kőzetrétegtani korbeosztásban felső perm) földtörténeti kor, a perm időszak három kora közül a legkésőbbi. A késő perm 259,1 ± 0,5 millió évvel ezelőtt (mya) kezdődött, a középső perm kor után és 251,902 ± 0,024 mya zárult, a triász időszak előtt.

## Tagolása
A késő permet a következő korszakokra tagolták tovább:
- changhsingi korszak: 254,14 ± 0,07 – 251,902 ± 0,024 Ma
- wuchiapingi korszak: 259,1 ± 0,5 – 254,14 ± 0,07 Ma

## Éghajlat, ősföldrajz
A késő perm idején létezett a legnagyobb kiterjedésű sivatag a földön, a hatalmas Pangea őskontinens belső területein. A szuperkontinens partvidéki területei és a szomszédságuk, ahol még érvényesült a monszunok hatása, kevésbé voltak szárazak. A kor száraz és meleg éghajlatának megfelelően valószínűleg kevesebb volt a gleccser, mint a korábbi időszakban. A világtengerek lepárlódó lagúnái helyén a késő permben keletkeztek a földtörténet legnagyobb sótelepei, Európában, ÉSzak-Amerikában és Szibériában, illetve rézpala telepek is kialakultak.
A késő perm idején kezdődött el a Pangea feldarabolódása, az egykori Gondwana őskontinens északi pereménél.

## Élővilág
A késő perm idejére kipusztultak a korábban domináns Dinocephalia therapsidák (emlősszerű őshüllők) és a pelycosaurusok maradékaiból is sok csoport. A nagyméretű dinocephalia növényevőket a hasonlóan nagyméretű pareiasaurusok váltották fel, a szárazföldi élet ugyanakkor bővelkedett közepes és kisméretű egyéb négylábúakban, rovarokban és más élőlényekben. A tengeri életvilág is gazdag volt.

### A nagy kihalás
A késő permnek, egyben az egész perm időszaknak és a még nagyobb paleozoikum földtörténeti időnek az élőlények legnagyobb ismert kihalási hulláma vetett véget, a perm–triász kihalási esemény, amelyhez képest eltörpül a legismertebb kihalási hullám, a dinoszauruszok eltűnéseként közismert kréta–tercier kihalási esemény (mintegy 65 mya). A perm-triász kihalási hullám eltörölte a tengeri fajok mintegy 90%-át és a szárazföldiek háromnegyedét. A túlélők azonban specializálódni kezdtek és a mezozoikum földtörténeti idő kezdetére, a triászra elfoglalták a megüresedett élőhelyeket.

## Magyarországon
Magyarországon felső perm kori kőzet az algák fosszíliáiban gazdag nagyvisnyói bitumenes mészkő.